# مارکو بالتازار
مارکو بالتازار (به پرتغالی: Marco António Burigo Balthazar) فوتبالیست هافبک اهل برزیل است که در شهر پورتو الگره و در تاریخ ۱۴ مهٔ ۱۹۸۳ به دنیا آمده‌است.
مارکو بالتازار در تیم‌های فوتبال RS Futebol Clube سابقهٔ حضور دارد.